# Ебу-гого
Ебу-гого — плем'я людиноподібних істот невеликого зросту в фольклорі жителів острова Флорес (Індонезія) . Мовою народу наге «ебу» означає «бабуся», а «гого» — «той, хто їсть що-небудь», тобто буквально «ненажерлива бабуся».

## Зовнішній вигляд
Народом наге ебу-гого описуються як двоногі істоти заввишки до 1,5 метрів. У легендах вони мають широкий і плоский ніс, широке обличчя з великим ротом і волохаті кінцівки. У жінок є «довгі груди, що звисають». Вони спілкуються між собою своєрідною мовою, і можуть як папуги повторювати людські слова..
Наге вважають, що ебу-гого реально існували на момент прибуття португальських торгових суден в XVII столітті, а деякі з них розповідають, що бачили їх зовсім недавно, в XX столітті, але в зараз вони вже не зустрічаються. Ебу-гого були цілеспрямовано знищені жителями Флореса. У легендах говориться, що винищення, яке в основному завершилося близько семи поколінь назад, було зроблено через те, що ебу-гого крали їжу з людських осель і викрадали дітей .
Існують легенди про викрадення ебу-гого людських дітей в надії дізнатися від них, як готувати їжу. Дітям в цих історіях завжди вдається легко перехитрити ебу-гого.

## Прототип
Реалістичність оповідань про ебу-гого дала основу до появи гіпотези, що їх прототипом послужили мавпи .
Однак порівняно недавнє виявлення решток людини флореської, гомініда близько метра заввишки, який жив зовсім недавно — ще 13 тисяч років тому, надихнула дослідників на буквальнішу інтерпретацію історій про ебу-гого. Антрополог Грегорі Форт (Forth), професор антропології з Університету Альберти, Канада, заявив, що міфи про «дикому людині» широко поширені в Південно-Східній Азії, і, дослідивши їх лінгвістичні і ретельно коріння, він вважає, що дані розповіді є свідченням реальності зустрічей людини розумної з людиною флореська і іншими гоминидами.